# Metochie
Metochie nebo Dukagjini (albánsky Rrafshi i Dukagjinit, srbsky Метохија/Metohija) je velká pánev a název regionu, který zaujímá jihozápadní část Kosova. Region pokrývá 35 % (3891 km2) z celkové plochy Kosova. Podle sčítání lidu z roku 2011 zde žije 700 577 obyvatel.

## Okruhy
Metochie zahrnuje tři ze sedmi okruhů Kosova:
| Okruhy             | Počet obyvatel (2011) | Rozloha (km2) | Hustota (na km2) |
| ------------------ | --------------------- | ------------- | ---------------- |
| Đakovický okruh    | 194 672               | 1129          | 172,4            |
| Pećský okruh       | 174 235               | 1365          | 127.6            |
| Prizrenský okruh   | 331 670               | 1397          | 237,4            |
| Metohija/Dukagjini | 700 577               | 3891          | 180,1            |

## Název
V albánštině se oblast nazývá Rrafshi i Dukagjinit a znamená Dukagjinskou plošinu, toponym (v albánštině) jména rodiny Dukagjini.
Jméno Metochie pochází z řeckého slova μετόχια (metóchia, metochion), což znamená „klášterní panství“ –  odkaz k velkému počtu obcí a sídel v regionu, které byly ve vlastnictví srbských pravoslavných klášterů a k hoře Athos v průběhu středověku.
Pojem „Kosovo a Metochie“, srbsky Косово и Метохија, byl oficiálně užíván pro provincii až do roku 1974, kdy ústavní status Kosova prodělal zásadní změny v nově zřízené ústavy v Socialistické federativní republice Jugoslávie. Ústava z roku 1974 vyškrtla název „Metohchie“ a „Kosovo“ se stalo oficiálním názvem provincie jako celek. Tato změna nebyla akceptována v Srbsku, kde se starý název nadále používal (například v memorandu o Srbské akademie věd a umění v roce 1986). V roce 1989 srbský prezident Slobodan Milošević vyhlásil novou ústavu pro Srbsko, která výrazně snížila autonomii provincie a obnovil staré jméno, a tak symbolicky rozepnul dřívější reformy.

## Geografie
Metochie je 23 km široká ve svém nejširším místě a asi 60 km dlouhá, v průměrné nadmořské výšce 450 metrů. Její hlavní řekou je Bílý Drin. Je ohraničené pohořím Mokra Gora na severu a severozápadu, Prokletije na západě, Paštrik (albánsky Pashtrik), na jihozápadě Šar planina (albánsky Malet e Sharrit) na jihu a jihovýchodě a Drenica, která odděluje Metochii od zbytku Kosova na východě a severovýchodě.
Geografické rozdělení na Metochii a východní Kosovo vytváří rozdíly mezi flórou a faunou těchto dvou oblastí. Metochie má charakteristické vlivy Středozemního moře, zatímco ekologie východního Kosova se neliší od Centrálního Srbsko.
Metochie se skládá z úrodné orné půdy s mnoha malými řekami, které poskytují vodu pro zavlažování a v kombinaci se středomořským klimatem poskytují vynikající úrodná pole s výjimkou pro obiloviny. Tato oblast je dobře známa pro své vysoce kvalitní vinice, ovocné sady a pro pěstování kaštanů a mandloní.